# Campylopus grimmioides
Campylopus grimmioides är en bladmossart som först beskrevs av C. Müller, och fick sitt nu gällande namn av Jean Édouard Gabriel Narcisse Paris 1894. Campylopus grimmioides ingår i släktet nervmossor, och familjen Dicranaceae. Inga underarter finns listade i Catalogue of Life.